# Чапкис, Давид Тойвович
Давид Тойвович Чапкис (9 декабря 1930, Тирасполь, Молдавская АССР — 17 ноября 2009, Санкт-Петербург) — российский инженер, учёный в области кораблестроения, литератор, тележурналист. Кандидат технических наук, капитан-лейтенант военно-морского флота.

## Биография
Родился в Тирасполе в семье Тойвы Мордковича Чапкиса (1894—1961) и Эти Моисеевны Чапкис (урождённой Гайсинской; 1906, Тирасполь — 1984, Кишинёв). В годы Великой Отечественной войны — с родителями и братом Маратом (1937—2006) в эвакуации в Добринке Республики немцев Поволжья.
После окончания тираспольской средней школы в 1948 году поступил на кораблестроительный факультет Одесского института инженеров морского флота. В 1954—1959 годах работал мастером цеха судоремонтного завода в Килие.
В 1958 году опубликовал первую книгу — «Эксплуатация и ремонт керосинорезов», принятую в качестве реферата для поступления в аспирантуру при Центральном научно-исследовательском институте морского флота в Ленинграде (1959—1962), где впоследствии руководил отделом эксплуатации флота СССР.
В 1964 году защитил кандидатскую диссертацию, посвящённую прочности изношенных судов и лёгшую в основу нового направления судовой геронтологии. Написал ряд научных работ в этой области, в том числе монографии «Техническое обслуживание морских судов» (1972), «Ремонтопригодность морских судов» (1978), «Основы экономики технического обслуживания флота» (1988) и «Организация технического обслуживания морских судов» (1989). Один из исполнителей ГОСТа 24166-80 Министерства морского флота Российской Федерации «Система технического обслуживания и ремонта судов. Ремонт судов. Термины и определения» (2007).
С 1986 года начал заниматься публицистикой в журнале «Наука и жизнь» и других периодических изданиях. В 1995 году опубликовал книгу „Гибель «Адмирала Нахимова»“, посвящённую расследованию причин катастрофы.
В 1995 году Давид Чапкис подготовил серию передач на петербургском радио и вёл рубрику «Азбука повседневности» в газете «Петербургский Час Пик», публиковал рассказы и фельетоны в газете «Вечерний Петербург».
С 1999 года — директор клуба творческой интеллигенции «Парадиз». Устные рассказы Чапкиса были собраны в книге «ДТ—73» (2003).
Скончался после тяжёлой продолжительной болезни 17 ноября 2009 года. Согласно завещанию, прах был развеян над Кронверкским проспектом в Санкт-Петербурге.